# Premiul Jupiter
Premiile Jupiter (în engleză Jupiter Awards) au fost acordate anual pentru cele mai bune scrieri științifico-fantastice din anul precedent. Au fost acordate în perioada 1974 - 1978. Au fost patru categorii de premii: pentru cel mai bun roman, nuvelă, nuveletă și povestire. Au fost prezentate de Instructors of Science Fiction in Higher Education (ISFHE), organizație creată de Marshall B. Tymn⁠(d).

## Câștigători
| An   | Roman                                                     | Nuvelă                                            | Nuveletă                                    | Povestire                                          |
| ---- | --------------------------------------------------------- | ------------------------------------------------- | ------------------------------------------- | -------------------------------------------------- |
| 1974 | Rendez-vous cu Rama, de Arthur C. Clarke                  | The Feast of St. Dionysus, de Robert Silverberg   | The Deathbird, de Harlan Ellison            | Un petiționar în spațiu, de Robert Sheckley        |
| 1975 | Deposedații, de Ursula K. Le Guin                         | Riding the Torch, de Norman Spinrad               | The Seveteen Virgins, de Jack Vance         | Ziua de dinaintea Revoluției, de Ursula K. Le Guin |
| 1977 | Unde, cândva, suave păsări cântătoare..., de Kate Wilhelm | Houston, Houston, mă auzi?, de James Tiptree, Jr. | The Diary of the Rose, de Ursula K. Le Guin | I See You, de Damon Knight                         |
| 1978 | A Heritage of Stars, de Clifford D. Simak                 | In the Hall of the Martian Kings, de John Varley  | Furtună de timp, de Gordon R. Dickson       | Jeffty Is Five, de Harlan Ellison                  |